# 李南央
李南央（1950年8月—），传记作家、机械工程师，毛泽东前兼职工业秘书李锐之女。1990年离开中国，在美国多个科研机构任职。2014年退休后，在斯坦福大学胡佛研究所任客座研究员。著有《我有这样一个母亲》、《我的父亲李锐》、《异国他乡的故事》等书。

## 生平
李南央于1950年8月出生于湖南长沙，其父亲李锐毕业于武汉大学机械系，为中国中共党史专家，曾担任毛泽东兼职工业秘书。母亲范元甄（1921年5月21日-2008年1月24日），農曆1921年4月14日（陽曆1921年5月21日）出生於武漢漢口。1943年与李锐导致第一次离婚，后复婚。1962年七千人大会后永久分手。
1952年随父母迁入北京，1963年进入北京第十女子中学学习并于1966年毕业。1968年至1979年在陕西汽车制造厂做大型冲压工，1975年曾入学厂办“七·二一”大学，两年半学制汽车设计与制造专业。1979年调科学院高能物理研究所工厂工作。因1986年在北京正负电子对撞机工程中所做工作，破格授予工程师职称。1988年从高能物理研究所借调到中原公司工作，并前往中美洲国家伯利兹，后因支持六四被高能所除名，1989年回国接受审查。
1990年乘火車繞道蘇聯，经东德到达西柏林，年底前往瑞士日内瓦欧洲核能研究中心工作。1991年6月份携女兒到美國，參與德克薩斯州的超級超導對撞機的工程，其丈夫次年也来到美国，在达拉斯大学攻读硕士学位。1994年在加州的伯克利國家實驗室擔任磁鐵工程師，2001年前往史丹佛大學直線加速器中心，2009年又回到伯克利國家實驗室一直到2014年退休。退休後在史丹福大學的胡佛研究所做訪問學者。

## 事件

### 李锐日记
李銳在去世前将自己历时80多年写的1000万字日记交给女儿李南央保管，让她捐赠给美国斯坦福大学胡佛研究所圖書檔案館。其后李南央继母张玉珍在北京市西城区法院提出起诉，要求讨回李锐日记。随后胡佛研究所向美国法院提出反诉，提出在捐赠物实际所在地的美国法院作出裁决。据李南央透露，李锐去世后，其北京家中书房里的所有书籍和文稿已被全部收走。
案件于2019年6月25日在北京西城区法院审理当天，张玉珍发表声明，表示打官司不是自己的意愿，“希望不要再来找我了”。对此，李南央做出反应，要求张玉珍撤诉。目前日记内容由胡佛研究所向公众开放，同时接受网上预约登记阅读。
2019年11月，中国的法院将日记的所有权判给了张玉珍，命令斯坦福大学（胡佛研究所所属）将日记在30日内还给她。对此，斯坦福大学在美国的法院起诉张玉珍，要求法院澄清日记所有权。张玉珍在美国反诉斯坦福大学和李南央，因为侵犯版权、侵犯隐私、故意导致情绪压力。李南央说：继母张玉珍住在中国，超过90岁了，这个诉讼实际是中国政府进行的，目的是为了让公众看不到李锐的日记。
2020年5月，张玉珍委任美国律师状告斯坦福大学和李南央串谋偷窃李锐日记。案件于2024年8月下旬在美国加利福尼亚北区联邦地区法院开庭审理，庭审预计持续近半年。

### 狀告北京海關案
2013年，李南央經香港前往北京時所帶五十多本書籍《李銳口述往事》被扣，起訴北京海關部門，至今毫無進展。

## 家庭
父亲李锐毕业于武汉大学机械系，为中国中共党史专家，曾担任毛泽东兼职工业秘书。
母亲范元甄（1921年5月21日-2008年1月24日），農曆1921年4月14日（陽曆1921年5月21日）出生於武漢漢口。1943年在李銳被鬥時范元甄與鄧力群有染，导致第一次离婚，旋复婚。1962年七千人大会后永久分手。1979年李锐平反之后范元甄主动提出与李锐复婚，但遭到李锐的拒绝和李南央的反对。范元甄退休後享受副部级离休干部待遇。